# Miss Teenager
Miss Teenager est un concours de beauté italien destiné aux jeunes filles de moins de 20 ans.
Organisé presque chaque année depuis 1966, il a permis de lancer la carrière de nombreuses personnalités du monde du spectacle italien comme les actrices Gloria Guida, Isabella Ferrari, Claudia Gerini ou Laura Chiatti, ainsi que les présentatrices de télévision Milly Carlucci, Gabriella Golia (it), Serena Autieri et Simona Ventura,.
Le concours s'était arrêté en 2009 en raison du décès de son créateur Nunzio Lusso. En 2016, les droits du concours ont été rachetés par Stefano Stefanelli, et le concours est renommé Miss Teenager Original.

## Lauréates

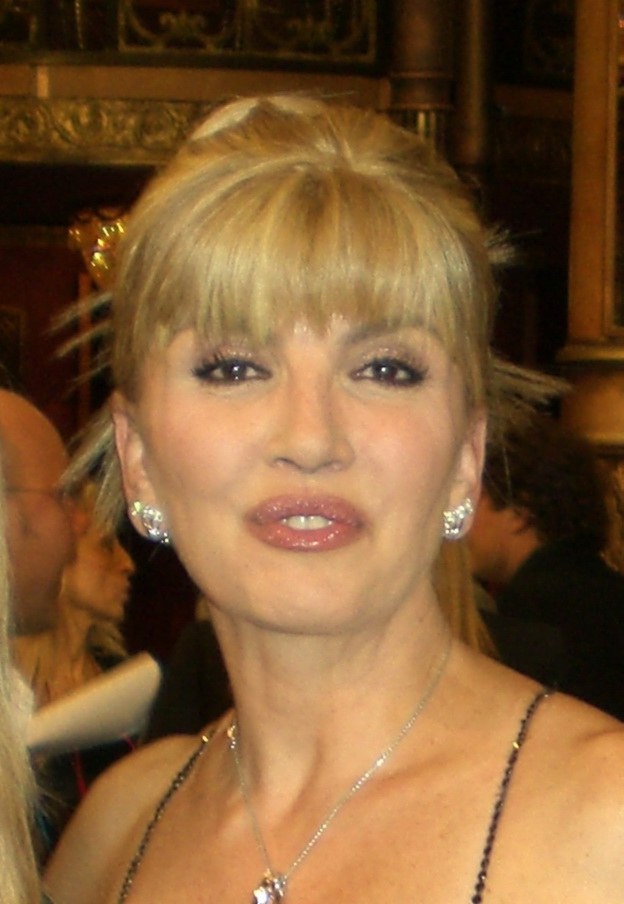
Milly Carlucci, Miss Teenager 1972.

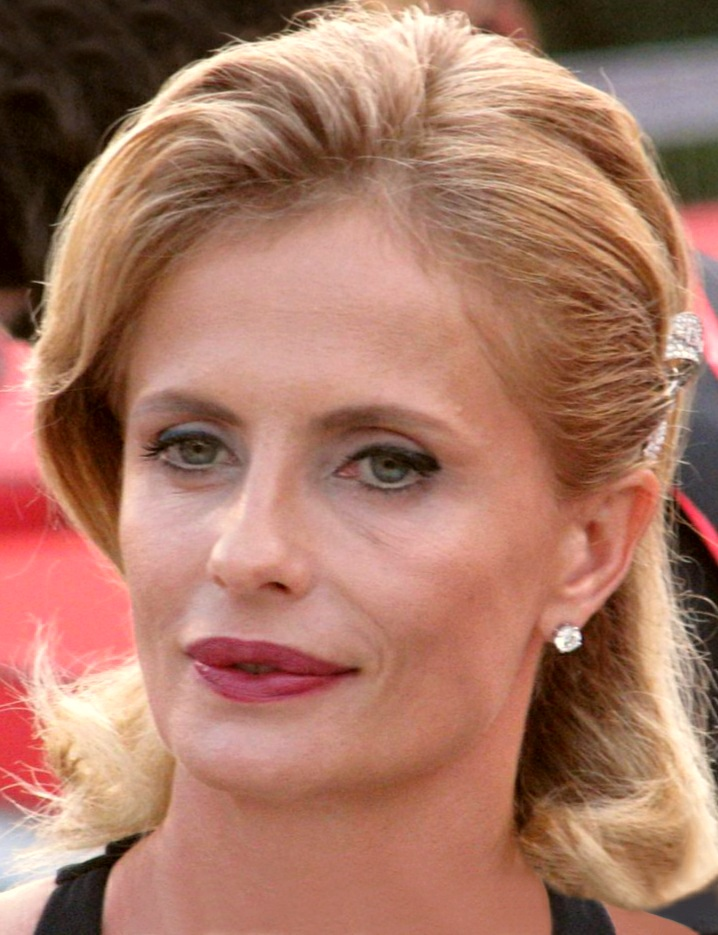
Isabella Ferrari, Miss Teenager 1979.

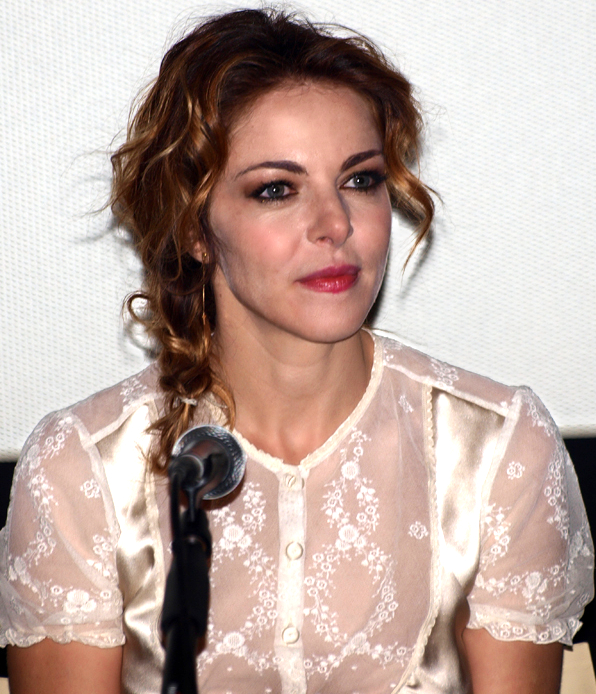
Claudia Gerini, Miss Teenager 1985.

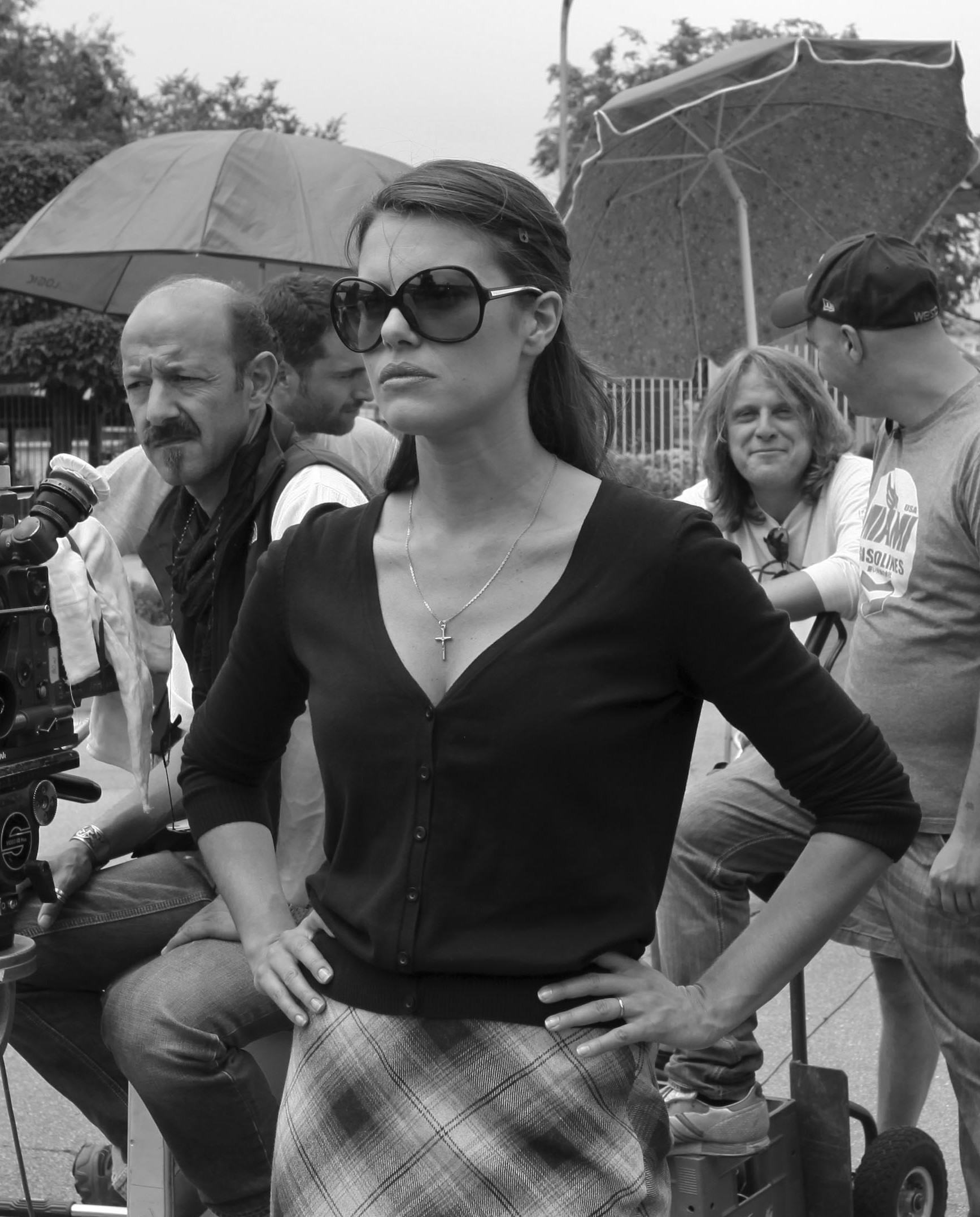
Bianca Guaccero, Miss Teenager 1995.

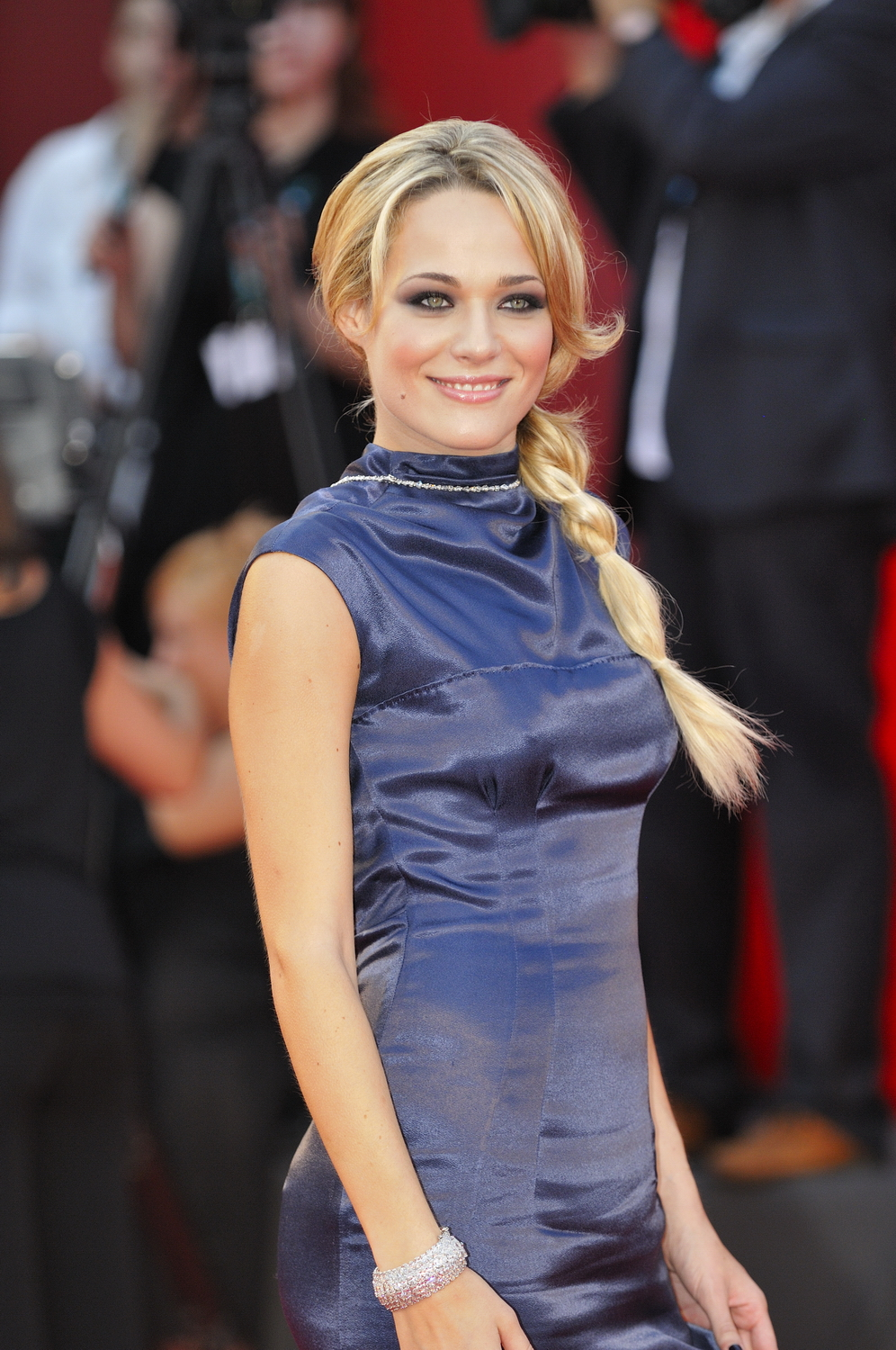
Laura Chiatti, Miss Teenager 1996.

| Édition                | Lauréate               | Âge    |
| ---------------------- | ---------------------- | ------ |
| Miss Teenager          |                        |        |
| 1966                   | Ewa Aulin              | 16 ans |
| 1967                   | Silvia Dionisio        | 16 ans |
| 1968                   | Mita Medici            | 18 ans |
| 1969                   | Gloria Piedimonte      | 14 ans |
| 1970                   | Sofia Dionisio         | 17 ans |
| 1971                   | Gloria Guida           | 16 ans |
| 1972                   | Milly Carlucci         | 18 ans |
| 1973                   | Claudia Marsani        | 14 ans |
| 1974                   | Elisabetta Virgili     | 14 ans |
| 1975                   | Gabriella Golia        | 16 ans |
| 1976                   | Barbara De Rossi       | 16 ans |
| 1977                   | Fabiana Udenio         | 13 ans |
| 1978                   | Milly D'Abbraccio      | 14 ans |
| 1979                   | Isabella Ferrari       | 15 ans |
| 1980                   | Jo Chiarello           | 17 ans |
| 1981                   | Laura Bitto            | ?      |
| 1982                   | Ombretta Piccioli      | 13 ans |
| 1983                   | Paola Sartori          | ?      |
| 1984                   | Kim Sweeney            | 15 ans |
| 1985                   | Claudia Gerini         | 13 ans |
| 1986                   | Simonetta Epifani      | 17 ans |
| 1987                   | Barbara Lelli          | 14 ans |
| 1988                   | Monia Arizzi           | 17 ans |
| 1989                   | Barbara Cappelli       | ?      |
| 1990                   | Cinzia Roccaforte      | 15 ans |
| 1991                   | Erma Ilieva            | ?      |
| 1992                   | Daria Fogarolo         | ?      |
| 1993                   | Giada Tosolini         | 15 ans |
| 1994                   | Maria Albertacci       | 14 ans |
| 1995                   | Bianca Guaccero        | 14 ans |
| 1996                   | Laura Chiatti          | 14 ans |
| 1997                   | Joanna Pydich          | ?      |
| 1998                   | Valentina Nans         | ?      |
| 1999                   | Rubina Antonelli       | ?      |
| 2000                   | Veronica Maccarrone    | 17 ans |
| 2001                   | Maddalena Nullo        | 15 ans |
| 2002                   | Perla Francalanci      | 19 ans |
| 2003                   | Giulia Geremia         | 15 ans |
| 2004                   | Lucrezia Camporeggi    | 14 ans |
| 2005                   | Gessica Notaro         | 15 ans |
| 2006                   | Martina Tinozzi        | 16 ans |
| 2007                   | Roberta Buonandi       | 17 ans |
| 2008                   | Martina Perrucci       | 16 ans |
| 2009                   | Arianna Longobardi     | 14 ans |
| Miss Teenager Original |                        |        |
| 2018                   | Roxana Chirita         | 14 ans |
| 2019                   | Magdalena Rosa         | 15 ans |
| 2020                   | Serena Tumbarello      | 14 ans |
| 2021                   | Angelica Falchi        | 17 ans |
| 2022                   | Alessandra Balestrieri | 17 ans |
| 2023                   | Ludovica Pieraccioni   | 17 ans |